# Vișna, Burgas
Vișna (în bulgară Вишна) este un sat în comuna Ruen, regiunea Burgas,  Bulgaria. 

## Demografie
Componența etnică a satului Vișna
     Turci (23,43%)
     Nicio identificare (76,56%)
     Altele (0%)
La recensământul din 2011, populația satului Vișna era de 256 locuitori. Nu există o etnie majoritară, locuitorii fiind  și turci (23,43%). Pentru 76,56% din locuitori nu este cunoscută apartenența etnică.